# Rodosz-Diagórasz nemzetközi repülőtér
A Rodosz-Diagórasz nemzetközi repülőtér (görögül: Κρατικός Αερολιμένας Ρόδου, "Διαγόρας") (IATA: RHO, ICAO: LGRP) a görögországi Rodosz szigetének nemzetközi repülőtere. A repülőtér 14 km-re délnyugatra van Rodosz városától, Paradisszi település közelében.
Ez a negyedik legforgalmasabb repülőtér Görögországban az utasforgalmat tekintve. 2003-ban 1,2 millió nemzetközi utas fordult meg itt. Működése 1977. június 28-án kezdődött, amikor megépült és kiváltotta a Rodosz szigetén korábban létesült Maritsa repülőteret, ami ekkor már nem volt megfelelő (a Maritsa repülőtér az új repülőtértől délre 2,5 km-re fekszik; a Diagórasz megépülte óta nem használják). A repülőtér létesítményei körülbelül 60 000 m²-t foglalnak el. Egy új terminál 2005-ben nyílt meg.

## Forgalom
Az utasforgalom az elmúlt években az alábbi módon változott:
| Utasok száma | 2 491 786 | 2 515 295 | 3 407 050 | 3 166 070 | 3 491 522 | 3 586 572 | 4 200 059 | 4 942 386 | 5 542 567 | 5 857 036 |
|              | 1994      | 1997      | 2000      | 2003      | 2006      | 2010      | 2013      | 2016      | 2019      | 2022      |

## Légitársaságok és úticélok
2025-ben a Rodosz-Diagórasz nemzetközi repülőtérről az alábbi járatok indulnak (Utoljára frissítve: 2025-02-9):
The following airlines operate regular scheduled and charter flights at Rhodes repülőtér:
[forrás?]
| Légitársaság                    | Célállomások |
| ------------------------------- | --- |
| Aegean Airlines                 | Athens, Thessaloniki Szezonális: Chania (kezdődik 2025 április 14-től), Heraklion (kezdődik 2025 március 30-tól), Istanbul (kezdődik 2025 május 20-tól), Santorini (kezdődik 2025 június 3-tól), Tel Aviv,[forrás?] Tirana Szezonális charter: Friedrichshafen, Memmingen |
| airBaltic                       | Szezonális: Riga,[forrás?] Tallinn |
| Air France                      | Szezonális: Párizs-Charles de Gaulle repülőtér |
| Air Serbia                      | Szezonális: Belgrád |
| Animawings                      | Szezonális: Bukarest–Otopeni |
| Arkia                           | Szezonális: Tel Aviv[forrás?] |
| Austrian Airlines               | Szezonális: Bécs |
| Bluebird Airways                | Szezonális: Tel Aviv[forrás?] |
| Braathens International Airways | Szezonális charter: Aalborg, Gothenburg, Helsinki, Luleå, Malmö, Stockholm–Arlanda |
| British Airways                 | Szezonális: London–Gatwick, London–Heathrow |
| Brüsszel Airlines               | Szezonális: Brüsszel |
| Chair Airlines                  | Szezonális: Zürich[forrás?] |
| Condor                          | Szezonális: Berlin (újrakezdődik 2025 május 1-től), Düsseldorf, Frankfurt,[forrás?] Hamburg,[forrás?] Leipzig/Halle,[forrás?] München,[forrás?] Nuremberg, Stuttgart, Zürich |
| Corendon Airlines               | Szezonális: Köln/Bonn,[forrás?] Düsseldorf, Hannover, Nuremberg[forrás?] |
| Corendon Airlines Europe        | Szezonális: Tel Aviv |
| Corendon Dutch Airlines         | Szezonális: Amszterdam,[forrás?] Brüsszel, Groningen |
| Cyprus Airways                  | Szezonális: Larnaca |
| Discover Airlines               | Szezonális: Frankfurt, München |
| easyJet                         | Szezonális: Amszterdam,[forrás?] Basel/Mulhouse, Belfast–International, Berlin,[forrás?] Birmingham, Bordeaux,[forrás?] Bristol,[forrás?] Edinburgh, Genf, London–Gatwick,[forrás?] London–Luton,[forrás?] Manchester, Milan–Malpensa,[forrás?] Nantes (kezdődik 2025 június 25-től), Naples,[forrás?] Párizs–Orly,[forrás?] Toulouse, Venice[forrás?] |
| Edelweiss Air                   | Szezonális: Zürich[forrás?] |
| Enter Air                       | Szezonális charter: Katowice, Krakkó |
| European Air Charter            | Szezonális charter: Linz[forrás?] |
| Eurowings                       | Szezonális: Berlin, Köln/Bonn, Düsseldorf, Graz, Hamburg, Nuremberg, Salzburg, Stuttgart Szezonális charter: Innsbruck |
| Finnair                         | Szezonális: Helsinki |
| FLYYO                           | Szezonális charter: Tel Aviv |
| Gulf Air                        | Szezonális: Bahrain |
| Helvetic Airways                | Szezonális: Bern, Zürich[forrás?] |
| Israir Airlines                 | Szezonális: Tel Aviv |
| ITA Airways                     | Szezonális: Milan–Linate, Róma–Fiumicino |
| Jet2.com                        | Szezonális: Belfast–International,[forrás?] Birmingham,[forrás?] Bournemouth (kezdődik 2025 május 5-től), Bristol,[forrás?] East Midlands,[forrás?] Edinburgh, Glasgow,[forrás?] Leeds/Bradford,[forrás?] Liverpool, London–Luton (kezdődik 2025 április 5-től), London–Stansted,[forrás?] Manchester,[forrás?] Newcastle upon Tyne[forrás?] |
| Leav Aviation                   | Szezonális: Köln/Bonn |
| LOT                             | Szezonális: Varsó–Chopin |
| Lufthansa                       | Szezonális: Frankfurt,[forrás?] München |
| Luxair                          | Szezonális: Luxembourg |
| Marabu                          | Szezonális: Hamburg,[forrás?] München[forrás?] |
| Neos                            | Szezonális: Bergamo,[forrás?] Bologna,[forrás?] Catania,[forrás?] Milan–Malpensa,[forrás?] Rimini,[forrás?] Róma–Fiumicino,[forrás?] Verona |
| Nordica                         | Szezonális charter: Tallinn |
| Norwegian                       | Szezonális: Koppenhága, Helsinki,[forrás?] Oslo,[forrás?] Stavanger, Stockholm–Arlanda[forrás?] Szezonális charter: Trondheim[forrás?] |
| Olympic Air                     | Karpathos, Kasos, Kastellorizo, Sitia Szezonális: Heraklion[forrás?] |
| Pegasus Airlines                | Szezonális: Istanbul–Sabiha Gökçen |
| Ryanair                         | Szezonális: Bari, Bergamo,[forrás?] Berlin,[forrás?] Birmingham, Bologna,[forrás?] Bournemouth (kezdődik 2025 június 1-től), Budapest,[forrás?] Catania, Charleroi,[forrás?] Cork, Dublin, East Midlands,[forrás?] Edinburgh, Kaunas,[forrás?] Krakkó, London–Stansted repülőtér,[forrás?] Manchester, Marseille, Memmingen, Naples,[forrás?] Paphos,[forrás?] Pisa,[forrás?] Prága,[forrás?] Róma–Ciampino,[forrás?] Róma–Fiumicino (kezdődik 2025 május 1-től), Szófia, Stockholm–Arlanda, Thessaloniki, Bécs,[forrás?] Varsó–Modlin,[forrás?] Weeze[forrás?] |
| Scandinavian Airlines           | Szezonális: Koppenhága, Oslo (kezdődik 2025 június 29-től) Szezonális charter: Gothenburg, Luleå, Stockholm–Arlanda, Trondheim |
| Sky Express                     | Astypalaia, Athens, Chios, Heraklion, Kalymnos, Karpathos, Kos, Lemnos, Leros, Mytilene, Samos Szezonális: Párizs-Charles de Gaulle repülőtér Szezonális charter: Belgrád (kezdődik 2025 június 16-tól), Brasov (kezdődik 2025 június 9-től), Bratislava, Cluj-Napoca, Craiova, Iasi (kezdődik 2025 június 1-től), Sibiu, Timișoara, Weeze |
| SmartLynx Airlines              | Szezonális charter: Münster/Osnabrück |
| Smartwings                      | Szezonális: Bratislava, Brno, Katowice, Košice, Ostrava, Prága, Varsó–Chopin Szezonális charter: Budapest,[forrás?] České Budějovice, Poznan (kezdődik 2025 május 30-tól), Rzeszow |
| Sunclass Airlines               | Szezonális charter: Bergen, Billund, Borlänge, Koppenhága, Gothenburg, Helsinki, Karlstad, Malmö, Molde, Norrköping, Örebro, Oslo, Stavanger, Stockholm–Arlanda, Trondheim, Växjö |
| Sundair                         | Szezonális: Berlin,[forrás?] Bremen,[forrás?] Dresden,[forrás?] Lübeck |
| Sun d'Or                        | Szezonális: Tel Aviv[forrás?] |
| Swiss International Air Lines   | Szezonális: Genf[forrás?] |
| Transavia                       | Szezonális: Amszterdam, Eindhoven,[forrás?] Lyon, Nantes, Párizs–Orly |
| TUI Airways                     | Szezonális: Belfast–International,[forrás?] Birmingham,[forrás?] Bournemouth,[forrás?] Bristol,[forrás?] Cardiff,[forrás?] Dublin, East Midlands,[forrás?] Exeter,[forrás?] Glasgow,[forrás?] London–Gatwick,[forrás?] London–Luton,[forrás?] London–Stansted,[forrás?] Manchester,[forrás?] Newcastle upon Tyne,[forrás?] Norwich[forrás?] |
| TUI fly Belgium                 | Szezonális: Brüsszel,[forrás?] Liège,[forrás?] Ostend/Bruges[forrás?] |
| TUI fly Deutschland             | Szezonális: Düsseldorf,[forrás?] Frankfurt,[forrás?] Hannover,[forrás?] München,[forrás?] Nuremberg,[forrás?] Saarbrücken,[forrás?] Stuttgart[forrás?] |
| TUI fly Netherlands             | Szezonális: Amszterdam,[forrás?] Eindhoven,[forrás?] Rotterdam[forrás?] |
| TUI fly Nordic                  | Szezonális charter: Gothenburg, Norrköping,[forrás?] Stockholm–Arlanda |
| Tus Airways                     | Szezonális: Larnaca, Tel Aviv |
| Universal Air                   | Szezonális charter: Tel Aviv |
| Volotea                         | Szezonális: Bari, Lille, Lyon, Nantes,[forrás?] Naples[forrás?] |
| Vueling                         | Szezonális: Róma–Fiumicino |
| Wizz Air                        | Szezonális: Budapest,[forrás?] Róma–Fiumicino, Varsó–Chopin |